# Opel 1.3 L
La 1.3 L era un'autovettura di fascia medio-bassa prodotta dal 1934 al 1935 dalla Casa automobilistica tedesca Opel.

## Profilo e storia
Lanciata all'inizio del 1934, la 1.3 L (o 1.3 Liter) fu proposta per rappresentare il top della fascia medio-bassa della gamma Opel nella prima metà degli anni trenta. Il modello andava quindi a posizionarsi sopra l'altro modello del segmento, ossia la 1.2 L.

La 1.3 L era caratterizzata da una carrozzeria moderna, per l'epoca, più tondeggiante e molto più affine alla tendenza dello "streamlining" in voga durante gli anni trenta. Ciò la discostava decisamente dalla 1.2 L della stessa fascia di mercato, ma più economica.

Il fatto di occupare lo stesso segmento era uno dei pochissimi aspetti che accomunavano la 1.3 L alla 1.2 L: la nuova vettura era infatti basata sulla più grande 2.0 L, della quale riprendeva le linee estetiche, ma soprattutto il telaio, una struttura in acciaio a traverse e scatolati. Rispetto alla 2.0 L, tale telaio aveva il passo accorciato di quasi 16 cm, passando da 2,642 a 2,474 m. Assieme alla 2.0 L, la 1.3 L fu la prima Opel a montare un avantreno a ruote indipendenti, con molle elicoidali e ammortizzatori idraulici a doppio effetto. Il retrotreno proponeva invece la classica soluzione dell'assale rigido con molle a balestra, ma resa più moderna dall'utilizzo di ammortizzatori idraulici e persino di una barra stabilizzatrice.

L'impianto frenante era a quattro tamburi, mentre il cambio era a 4 marce, con terza e quarta a innesto silenzioso.

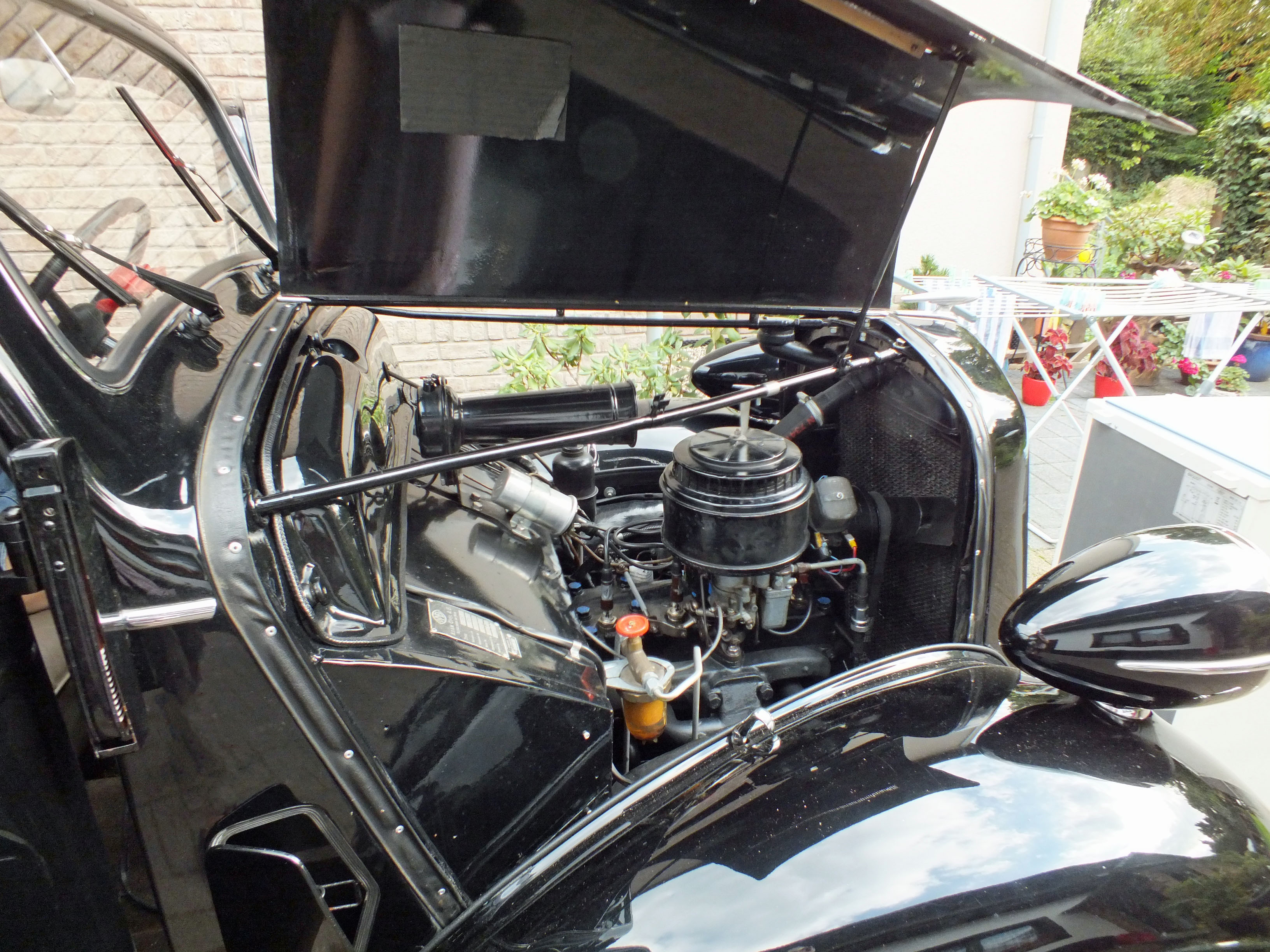
Il motore

Uno degli altri pochi punti in comune con la 1.2 L era l'origine del motore, un 4 cilindri a valvole laterali nato dalla rialesatura dell'unità della 1.2 L. Aumentando l'alesaggio dei cilindri da 65 a 67,5 mm, la cilindrata crebbe da 1186 a 1288 cm³. La potenza massima era di 24 CV a 3200 giri/min, non molti in rapporto alla cilindrata e alle prestazioni del motore della stessa 1.2 L (che erogava 23 CV all'epoca del lancio della 1.3 L), ma in grado di garantire un'ottima erogazione di coppia motrice, che trovava il suo apice già a 1600 giri/min, con un valore di 68 N·m.

Disponibile come berlina a 4 o 2 porte o come cabriolet, la 1.3 L raggiungeva una velocità massima di 90 km/h.

Fu prodotta in circa 29 000 esemplari fino a metà del 1935, per essere successivamente rimpiazzata dalla Opel Olympia.